# 植村家久
植村 家久（うえむら いえひさ）は、大和高取藩の第7代藩主。
宝暦2年（1752年）1月26日、第6代藩主・植村家道の長男として高取で生まれる。明和4年（1767年）、父の死去により跡を継いだ。藩政においては、89か条からなる「定書」を制定し、倹約に努めたという。安永7年（1778年）12月2日、高取で死去した。享年27。跡を弟の家利が継いだ。